# Wanacala
Wanacala is een bestuurslaag in het regentschap Brebes van de provincie Midden-Java, Indonesië. Wanacala telt 4003 inwoners (volkstelling 2010).